# Lijst van FIFA-wereldranglijsten mannen
De internationale voetbalbond FIFA stelt sinds 1993 bijna elke maand een wereldranglijst voor mannen op. Hierin worden de landen op sterkte gerangschikt.
Hieronder volgt een overzicht van deze ranglijsten met telkens de top 3 van die maand.
In de lijst ontbreken sommige maanden, op de officiële FIFA-site staan die maanden ook niet vermeld.

## 1992
| Maand    | 1e        | 2e     | 3e       |
| -------- | --------- | ------ | -------- |
| December | Duitsland | Italië | Brazilië |

## 1993
| Maand     | 1e        | 2e        | 3e          |
| --------- | --------- | --------- | ----------- |
| Augustus  | Duitsland | Italië    | Zwitserland |
| September | Brazilië  | Italië    | Noorwegen   |
| Oktober   | Brazilië  | Noorwegen | Italië      |
| November  | Italië    | Nederland | Duitsland   |
| December  | Duitsland | Italië    | Brazilië    |

## 1994
| Maand     | 1e        | 2e        | 3e        |
| --------- | --------- | --------- | --------- |
| Februari  | Duitsland | Brazilië  | Nederland |
| Maart     | Duitsland | Brazilië  | Noorwegen |
| April     | Brazilië  | Duitsland | Noorwegen |
| Mei       | Brazilië  | Duitsland | Zweden    |
| Juni      | Duitsland | Nederland | Brazilië  |
| Juli      | Brazilië  | Italië    | Zweden    |
| September | Brazilië  | Italië    | Zweden    |
| Oktober   | Brazilië  | Italië    | Zweden    |
| November  | Brazilië  | Zweden    | Italië    |
| December  | Brazilië  | Spanje    | Zweden    |

## 1995
| Maand     | 1e       | 2e        | 3e        |
| --------- | -------- | --------- | --------- |
| Februari  | Brazilië | Spanje    | Italië    |
| April     | Brazilië | Italië    | Spanje    |
| Mei       | Brazilië | Italië    | Spanje    |
| Juni      | Brazilië | Italië    | Spanje    |
| Juli      | Brazilië | Noorwegen | Spanje    |
| Augustus  | Brazilië | Noorwegen | Spanje    |
| September | Brazilië | Italië    | Zweden    |
| Oktober   | Brazilië | Spanje    | Duitsland |
| November  | Brazilië | Duitsland | Spanje    |
| December  | Brazilië | Duitsland | Italië    |

## 1996
| Maand     | 1e       | 2e        | 3e        |
| --------- | -------- | --------- | --------- |
| Januari   | Brazilië | Duitsland | Italië    |
| Februari  | Brazilië | Italië    | Duitsland |
| April     | Brazilië | Duitsland | Rusland   |
| Mei       | Brazilië | Duitsland | Rusland   |
| Juli      | Brazilië | Duitsland | Frankrijk |
| Augustus  | Brazilië | Duitsland | Frankrijk |
| September | Brazilië | Duitsland | Frankrijk |
| Oktober   | Brazilië | Duitsland | Frankrijk |
| November  | Brazilië | Duitsland | Frankrijk |
| December  | Brazilië | Duitsland | Frankrijk |

## 1997
| Maand     | 1e       | 2e        | 3e         |
| --------- | -------- | --------- | ---------- |
| Februari  | Brazilië | Duitsland | Frankrijk  |
| April     | Brazilië | Duitsland | Frankrijk  |
| Mei       | Brazilië | Duitsland | Denemarken |
| Juni      | Brazilië | Duitsland | Spanje     |
| Juli      | Brazilië | Duitsland | Spanje     |
| Augustus  | Brazilië | Spanje    | Denemarken |
| September | Brazilië | Duitsland | Roemenië   |
| Oktober   | Brazilië | Spanje    | Duitsland  |
| November  | Brazilië | Duitsland | Spanje     |
| December  | Brazilië | Duitsland | Tsjechië   |

## 1998
| Maand     | 1e       | 2e        | 3e        |
| --------- | -------- | --------- | --------- |
| Februari  | Brazilië | Duitsland | Tsjechië  |
| Maart     | Brazilië | Duitsland | Tsjechië  |
| April     | Brazilië | Duitsland | Tsjechië  |
| Mei       | Brazilië | Duitsland | Tsjechië  |
| Juli      | Brazilië | Frankrijk | Duitsland |
| Augustus  | Brazilië | Frankrijk | Duitsland |
| September | Brazilië | Frankrijk | Duitsland |
| Oktober   | Brazilië | Frankrijk | Duitsland |
| November  | Brazilië | Frankrijk | Duitsland |
| December  | Brazilië | Frankrijk | Duitsland |

## 1999
| Maand     | 1e       | 2e        | 3e        |
| --------- | -------- | --------- | --------- |
| Januari   | Brazilië | Frankrijk | Kroatië   |
| Februari  | Brazilië | Frankrijk | Kroatië   |
| Maart     | Brazilië | Frankrijk | Kroatië   |
| April     | Brazilië | Frankrijk | Duitsland |
| Mei       | Brazilië | Frankrijk | Duitsland |
| Juni      | Brazilië | Frankrijk | Tsjechië  |
| Juli      | Brazilië | Frankrijk | Tsjechië  |
| Augustus  | Brazilië | Frankrijk | Tsjechië  |
| September | Brazilië | Tsjechië  | Frankrijk |
| Oktober   | Brazilië | Tsjechië  | Frankrijk |
| November  | Brazilië | Frankrijk | Tsjechië  |
| December  | Brazilië | Tsjechië  | Frankrijk |

## 2000
| Maand     | 1e       | 2e        | 3e         |
| --------- | -------- | --------- | ---------- |
| Januari   | Brazilië | Tsjechië  | Frankrijk  |
| Februari  | Brazilië | Tsjechië  | Frankrijk  |
| Maart     | Brazilië | Tsjechië  | Frankrijk  |
| April     | Brazilië | Tsjechië  | Frankrijk  |
| Mei       | Brazilië | Tsjechië  | Frankrijk  |
| Juni      | Brazilië | Frankrijk | Tsjechië   |
| Juli      | Brazilië | Frankrijk | Tsjechië   |
| Augustus  | Brazilië | Frankrijk | Argentinië |
| September | Brazilië | Frankrijk | Argentinië |
| Oktober   | Brazilië | Frankrijk | Argentinië |
| November  | Brazilië | Frankrijk | Argentinië |
| December  | Brazilië | Frankrijk | Argentinië |

## 2001
| Maand     | 1e        | 2e         | 3e         |
| --------- | --------- | ---------- | ---------- |
| Januari   | Brazilië  | Frankrijk  | Argentinië |
| Februari  | Brazilië  | Frankrijk  | Argentinië |
| Maart     | Brazilië  | Frankrijk  | Argentinië |
| April     | Brazilië  | Frankrijk  | Argentinië |
| Mei       | Frankrijk | Brazilië   | Argentinië |
| Juni      | Frankrijk | Brazilië   | Argentinië |
| Juli      | Frankrijk | Brazilië   | Argentinië |
| Augustus  | Frankrijk | Brazilië   | Argentinië |
| September | Frankrijk | Brazilië   | Argentinië |
| Oktober   | Frankrijk | Brazilië   | Argentinië |
| November  | Frankrijk | Argentinië | Brazilië   |
| December  | Frankrijk | Argentinië | Brazilië   |

## 2002
| Maand     | 1e        | 2e         | 3e         |
| --------- | --------- | ---------- | ---------- |
| Januari   | Frankrijk | Argentinië | Brazilië   |
| Februari  | Frankrijk | Argentinië | Brazilië   |
| Maart     | Frankrijk | Argentinië | Brazilië   |
| April     | Frankrijk | Brazilië   | Argentinië |
| Mei       | Frankrijk | Brazilië   | Argentinië |
| Juli      | Brazilië  | Argentinië | Spanje     |
| Augustus  | Brazilië  | Argentinië | Spanje     |
| September | Brazilië  | Frankrijk  | Spanje     |
| Oktober   | Brazilië  | Frankrijk  | Spanje     |
| November  | Brazilië  | Frankrijk  | Spanje     |
| December  | Brazilië  | Frankrijk  | Spanje     |

## 2003
| Maand     | 1e       | 2e        | 3e        |
| --------- | -------- | --------- | --------- |
| Januari   | Brazilië | Frankrijk | Spanje    |
| Februari  | Brazilië | Frankrijk | Spanje    |
| Maart     | Brazilië | Spanje    | Frankrijk |
| April     | Brazilië | Spanje    | Frankrijk |
| Mei       | Brazilië | Spanje    | Frankrijk |
| Juni      | Brazilië | Frankrijk | Spanje    |
| Juli      | Brazilië | Frankrijk | Spanje    |
| Augustus  | Brazilië | Frankrijk | Spanje    |
| September | Brazilië | Frankrijk | Spanje    |
| Oktober   | Brazilië | Frankrijk | Spanje    |
| November  | Brazilië | Frankrijk | Spanje    |
| December  | Brazilië | Frankrijk | Spanje    |

## 2004
| Maand     | 1e       | 2e        | 3e         |
| --------- | -------- | --------- | ---------- |
| Januari   | Brazilië | Frankrijk | Spanje     |
| Februari  | Brazilië | Frankrijk | Spanje     |
| Maart     | Brazilië | Frankrijk | Spanje     |
| April     | Brazilië | Frankrijk | Spanje     |
| Mei       | Brazilië | Frankrijk | Spanje     |
| Juni      | Brazilië | Frankrijk | Spanje     |
| Juli      | Brazilië | Frankrijk | Spanje     |
| Augustus  | Brazilië | Frankrijk | Spanje     |
| September | Brazilië | Frankrijk | Spanje     |
| Oktober   | Brazilië | Frankrijk | Argentinië |
| November  | Brazilië | Frankrijk | Argentinië |
| December  | Brazilië | Frankrijk | Argentinië |

## 2005
| Maand     | 1e       | 2e         | 3e         |
| --------- | -------- | ---------- | ---------- |
| Januari   | Brazilië | Frankrijk  | Argentinië |
| Februari  | Brazilië | Frankrijk  | Argentinië |
| Maart     | Brazilië | Frankrijk  | Argentinië |
| April     | Brazilië | Tsjechië   | Argentinië |
| Mei       | Brazilië | Tsjechië   | Argentinië |
| Juni      | Brazilië | Tsjechië   | Argentinië |
| Juli      | Brazilië | Argentinië | Nederland  |
| Augustus  | Brazilië | Argentinië | Nederland  |
| September | Brazilië | Nederland  | Argentinië |
| Oktober   | Brazilië | Nederland  | Tsjechië   |
| November  | Brazilië | Tsjechië   | Nederland  |
| December  | Brazilië | Tsjechië   | Nederland  |

## 2006
| Maand     | 1e       | 2e        | 3e         |
| --------- | -------- | --------- | ---------- |
| Januari   | Brazilië | Tsjechië  | Nederland  |
| Februari  | Brazilië | Tsjechië  | Nederland  |
| Maart     | Brazilië | Tsjechië  | Nederland  |
| April     | Brazilië | Tsjechië  | Nederland  |
| Mei       | Brazilië | Tsjechië  | Nederland  |
| Juli      | Brazilië | Italië    | Argentinië |
| Augustus  | Brazilië | Italië    | Argentinië |
| September | Brazilië | Frankrijk | Argentinië |
| Oktober   | Brazilië | Italië    | Frankrijk  |
| November  | Brazilië | Italië    | Argentinië |
| December  | Brazilië | Italië    | Argentinië |

## 2007
| Maand     | 1e         | 2e         | 3e         |
| --------- | ---------- | ---------- | ---------- |
| Januari   | Brazilië   | Italië     | Argentinië |
| Februari  | Italië     | Brazilië   | Argentinië |
| Maart     | Argentinië | Italië     | Brazilië   |
| April     | Italië     | Argentinië | Brazilië   |
| Mei       | Italië     | Brazilië   | Argentinië |
| Juni      | Italië     | Frankrijk  | Brazilië   |
| Juli      | Brazilië   | Argentinië | Italië     |
| Augustus  | Brazilië   | Argentinië | Italië     |
| September | Italië     | Argentinië | Brazilië   |
| Oktober   | Argentinië | Brazilië   | Italië     |
| November  | Argentinië | Brazilië   | Italië     |
| December  | Argentinië | Brazilië   | Italië     |

## 2008
| Maand     | 1e         | 2e        | 3e        |
| --------- | ---------- | --------- | --------- |
| Januari   | Argentinië | Brazilië  | Italië    |
| Februari  | Argentinië | Brazilië  | Italië    |
| Maart     | Argentinië | Brazilië  | Italië    |
| April     | Argentinië | Brazilië  | Italië    |
| Mei       | Argentinië | Brazilië  | Italië    |
| Juni      | Argentinië | Brazilië  | Italië    |
| Juli      | Spanje     | Italië    | Duitsland |
| Augustus  | Spanje     | Duitsland | Italië    |
| September | Spanje     | Italië    | Duitsland |
| Oktober   | Spanje     | Italië    | Duitsland |
| November  | Spanje     | Duitsland | Italië    |
| December  | Spanje     | Duitsland | Nederland |

## 2009
| Maand     | 1e       | 2e        | 3e        |
| --------- | -------- | --------- | --------- |
| Januari   | Spanje   | Duitsland | Nederland |
| Februari  | Spanje   | Duitsland | Nederland |
| Maart     | Spanje   | Duitsland | Nederland |
| April     | Spanje   | Duitsland | Nederland |
| Mei       | Spanje   | Duitsland | Nederland |
| Juni      | Spanje   | Nederland | Duitsland |
| Juli      | Brazilië | Spanje    | Nederland |
| Augustus  | Brazilië | Spanje    | Nederland |
| September | Brazilië | Spanje    | Nederland |
| Oktober   | Brazilië | Spanje    | Nederland |
| November  | Spanje   | Brazilië  | Nederland |
| December  | Spanje   | Brazilië  | Nederland |

## 2010
| Maand     | 1e       | 2e        | 3e        |
| --------- | -------- | --------- | --------- |
| Januari   | Spanje   | Brazilië  | Nederland |
| Februari  | Spanje   | Brazilië  | Nederland |
| Maart     | Spanje   | Brazilië  | Nederland |
| April     | Brazilië | Spanje    | Portugal  |
| Mei       | Brazilië | Spanje    | Portugal  |
| Juli      | Spanje   | Nederland | Brazilië  |
| Augustus  | Spanje   | Nederland | Brazilië  |
| September | Spanje   | Nederland | Duitsland |
| Oktober   | Spanje   | Nederland | Brazilië  |
| November  | Spanje   | Nederland | Brazilië  |
| December  | Spanje   | Nederland | Duitsland |

## 2011
| Maand     | 1e        | 2e        | 3e        |
| --------- | --------- | --------- | --------- |
| Januari   | Spanje    | Nederland | Duitsland |
| Februari  | Spanje    | Nederland | Duitsland |
| Maart     | Spanje    | Nederland | Duitsland |
| April     | Spanje    | Nederland | Brazilië  |
| Mei       | Spanje    | Nederland | Brazilië  |
| Juni      | Spanje    | Nederland | Duitsland |
| Juli      | Spanje    | Nederland | Duitsland |
| Augustus  | Nederland | Spanje    | Duitsland |
| September | Spanje    | Nederland | Duitsland |
| Oktober   | Spanje    | Nederland | Duitsland |
| November  | Spanje    | Nederland | Duitsland |
| December  | Spanje    | Nederland | Duitsland |

## 2012
| Maand     | 1e     | 2e        | 3e         |
| --------- | ------ | --------- | ---------- |
| Januari   | Spanje | Nederland | Duitsland  |
| Februari  | Spanje | Duitsland | Nederland  |
| Maart     | Spanje | Nederland | Duitsland  |
| April     | Spanje | Duitsland | Uruguay    |
| Mei       | Spanje | Duitsland | Uruguay    |
| Juni      | Spanje | Uruguay   | Duitsland  |
| Juli      | Spanje | Duitsland | Uruguay    |
| Augustus  | Spanje | Duitsland | Engeland   |
| September | Spanje | Duitsland | Engeland   |
| Oktober   | Spanje | Duitsland | Portugal   |
| November  | Spanje | Duitsland | Argentinië |
| December  | Spanje | Duitsland | Argentinië |

## 2013
| Maand     | 1e     | 2e         | 3e         |
| --------- | ------ | ---------- | ---------- |
| Januari   | Spanje | Duitsland  | Argentinië |
| Februari  | Spanje | Duitsland  | Argentinië |
| Maart     | Spanje | Duitsland  | Argentinië |
| April     | Spanje | Duitsland  | Argentinië |
| Mei       | Spanje | Duitsland  | Argentinië |
| Juni      | Spanje | Duitsland  | Argentinië |
| Juli      | Spanje | Duitsland  | Colombia   |
| Augustus  | Spanje | Duitsland  | Colombia   |
| September | Spanje | Argentinië | Duitsland  |
| Oktober   | Spanje | Duitsland  | Argentinië |
| November  | Spanje | Duitsland  | Argentinië |
| December  | Spanje | Duitsland  | Argentinië |

## 2014
| Maand     | 1e        | 2e         | 3e         |
| --------- | --------- | ---------- | ---------- |
| Januari   | Spanje    | Duitsland  | Argentinië |
| Februari  | Spanje    | Duitsland  | Argentinië |
| Maart     | Spanje    | Duitsland  | Argentinië |
| April     | Spanje    | Duitsland  | Portugal   |
| Mei       | Spanje    | Duitsland  | Portugal   |
| Juni      | Spanje    | Duitsland  | Brazilië   |
| Juli      | Duitsland | Argentinië | Nederland  |
| Augustus  | Duitsland | Argentinië | Nederland  |
| September | Duitsland | Argentinië | Colombia   |
| Oktober   | Duitsland | Argentinië | Colombia   |
| November  | Duitsland | Argentinië | Colombia   |
| December  | Duitsland | Argentinië | Colombia   |

## 2015
| Maand     | 1e         | 2e         | 3e         |
| --------- | ---------- | ---------- | ---------- |
| Januari   | Duitsland  | Argentinië | Colombia   |
| Februari  | Duitsland  | Argentinië | Colombia   |
| Maart     | Duitsland  | Argentinië | Colombia   |
| April     | Duitsland  | Argentinië | België     |
| Mei       | Duitsland  | Argentinië | België     |
| Juni      | Duitsland  | België     | Argentinië |
| Juli      | Argentinië | Duitsland  | België     |
| Augustus  | Argentinië | België     | Duitsland  |
| September | Argentinië | België     | Duitsland  |
| Oktober   | Argentinië | Duitsland  | België     |
| November  | België     | Duitsland  | Argentinië |
| December  | België     | Argentinië | Spanje     |

## 2016
| Maand     | 1e         | 2e         | 3e        |
| --------- | ---------- | ---------- | --------- |
| Januari   | België     | Argentinië | Spanje    |
| Februari  | België     | Argentinië | Spanje    |
| Maart     | België     | Argentinië | Spanje    |
| April     | Argentinië | België     | Chili     |
| Mei       | Argentinië | België     | Chili     |
| Juni      | Argentinië | België     | Colombia  |
| Juli      | Argentinië | België     | Colombia  |
| Augustus  | Argentinië | België     | Colombia  |
| September | Argentinië | België     | Duitsland |
| Oktober   | Argentinië | Duitsland  | Brazilië  |
| November  | Argentinië | Brazilië   | Duitsland |
| December  | Argentinië | Brazilië   | Duitsland |

## 2017
| Maand     | 1e         | 2e         | 3e         |
| --------- | ---------- | ---------- | ---------- |
| Januari   | Argentinië | Brazilië   | Duitsland  |
| Februari  | Argentinië | Brazilië   | Duitsland  |
| Maart     | Argentinië | Brazilië   | Duitsland  |
| April     | Brazilië   | Argentinië | Duitsland  |
| Mei       | Brazilië   | Argentinië | Duitsland  |
| Juni      | Brazilië   | Argentinië | Duitsland  |
| Juli      | Duitsland  | Brazilië   | Argentinië |
| Augustus  | Brazilië   | Duitsland  | Argentinië |
| September | Duitsland  | Brazilië   | Portugal   |
| Oktober   | Duitsland  | Brazilië   | Portugal   |
| November  | Duitsland  | Brazilië   | Portugal   |
| December  | Duitsland  | Brazilië   | Portugal   |

## 2018
| Maand     | 1e               | 2e        | 3e       |
| --------- | ---------------- | --------- | -------- |
| Januari   | Duitsland        | Brazilië  | Portugal |
| Februari  | Duitsland        | Brazilië  | Portugal |
| Maart     | Duitsland        | Brazilië  | Portugal |
| April     | Duitsland        | Brazilië  | België   |
| Mei       | Duitsland        | Brazilië  | België   |
| Juni      | Duitsland        | Brazilië  | België   |
| Augustus  | Frankrijk        | België    | Brazilië |
| September | België Frankrijk | -         | Brazilië |
| Oktober   | België           | Frankrijk | Brazilië |
| November  | België           | Frankrijk | Brazilië |
| December  | België           | Frankrijk | Brazilië |

## 2019
| Maand     | 1e     | 2e        | 3e        |
| --------- | ------ | --------- | --------- |
| Februari  | België | Frankrijk | Brazilië  |
| April     | België | Frankrijk | Brazilië  |
| Juni      | België | Frankrijk | Brazilië  |
| Juli      | België | Brazilië  | Frankrijk |
| September | België | Frankrijk | Brazilië  |
| Oktober   | België | Frankrijk | Brazilië  |
| November  | België | Frankrijk | Brazilië  |
| December  | België | Frankrijk | Brazilië  |

## 2020
| Maand     | 1e     | 2e        | 3e       |
| --------- | ------ | --------- | -------- |
| Februari  | België | Frankrijk | Brazilië |
| April     | België | Frankrijk | Brazilië |
| Juni      | België | Frankrijk | Brazilië |
| Juli      | België | Frankrijk | Brazilië |
| September | België | Frankrijk | Brazilië |
| Oktober   | België | Frankrijk | Brazilië |
| November  | België | Frankrijk | Brazilië |
| December  | België | Frankrijk | Brazilië |

## 2021
| Maand     | 1e     | 2e        | 3e        |
| --------- | ------ | --------- | --------- |
| Februari  | België | Frankrijk | Brazilië  |
| April     | België | Frankrijk | Brazilië  |
| Mei       | België | Frankrijk | Brazilië  |
| Augustus  | België | Brazilië  | Frankrijk |
| September | België | Brazilië  | Engeland  |
| Oktober   | België | Brazilië  | Frankrijk |
| November  | België | Brazilië  | Frankrijk |
| December  | België | Brazilië  | Frankrijk |

## 2022
| Maand    | 1e       | 2e         | 3e         |
| -------- | -------- | ---------- | ---------- |
| Februari | België   | Brazilië   | Frankrijk  |
| April    | Brazilië | België     | Frankrijk  |
| Juni     | Brazilië | België     | Argentinië |
| Augustus | Brazilië | België     | Argentinië |
| Oktober  | Brazilië | België     | Argentinië |
| December | Brazilië | Argentinië | Frankrijk  |

## 2023
| Maand     | 1e         | 2e        | 3e       |
| --------- | ---------- | --------- | -------- |
| April     | Argentinië | Frankrijk | Brazilië |
| Juni      | Argentinië | Frankrijk | Brazilië |
| September | Argentinië | Frankrijk | Brazilië |
| Oktober   | Argentinië | Frankrijk | Brazilië |
| November  | Argentinië | Frankrijk | Engeland |
| December  | Argentinië | Frankrijk | Engeland |

## 2024
| Maand    | 1e         | 2e        | 3e       |
| -------- | ---------- | --------- | -------- |
| Februari | Argentinië | Frankrijk | Engeland |
| April    | Argentinië | Frankrijk | België   |

## Rang
| Land        | 1ste plaats | 2de plaats | 3de plaats |
| ----------- | ----------- | ---------- | ---------- |
| Argentinië  | 34          | 33         | 56         |
| België      | 37          | 14         | 8          |
| Brazilië    | 148         | 49         | 50         |
| Chili       | -           | -          | 2          |
| Colombia    | -           | -          | 12         |
| Denemarken  | -           | -          | 2          |
| Duitsland   | 29          | 64         | 43         |
| Engeland    | -           | -          | 6          |
| Frankrijk   | 15          | 88         | 28         |
| Italië      | 6           | 22         | 18         |
| Kroatië     | -           | -          | 3          |
| Nederland   | 1           | 24         | 28         |
| Noorwegen   | -           | 3          | 3          |
| Portugal    | -           | -          | 12         |
| Roemenië    | -           | -          | 1          |
| Rusland     | -           | -          | 2          |
| Spanje      | 64          | 15         | 37         |
| Tsjechië    | -           | 18         | 12         |
| Uruguay     | -           | 1          | 3          |
| Zweden      | -           | 1          | 6          |
| Zwitserland | -           | -          | 1          |
|             | 328         | 326        | 327        |

Bijgewerkt tot en met april 2024.